# Kornel Michejda
Kornel Michejda (26. října 1887, Bystřice – 5. listopadu 1960, Krakov) byl polský chirurg a univerzitní profesor; roku 1992 mu byl přiznán titul „Spravedlivý mezi národy“.
V době meziválečné působil na Univerzitě Štěpána Báthoryho ve Vilně. Během druhé světové války působil jako lékař a zapojil se do pomoci Židům z vilenské oblasti. Po druhé světové válce působil na univerzitách v Gdaňsku a v Krakově. V norimberském procesu s lékaři vystupoval jako znalec. Byl redaktorem časopisu Polski Przegląd Chirurgiczny.
Byl dvakrát ženat; jeho druhou ženou byla oční lékařka Marie, roz. Kuliszová, vdova po pediatrovi T. Kossowském.
Kornel Michejda je pohřben na Evangelickém hřbitově v Polském Těšíně.
Roku 2023 byla na jeho rodném domě v Bystřici odhalena pamětní deska.